# Girolamo Volpi
Girolamo Volpi (ur. 30 listopada 1712 w Bari, zm. 1798 w Rzymie) – włoski duchowny rzymskokatolicki, w latach 1776-1798 arcybiskup tytularny Neocaesariensis in Ponto.

## Życiorys
25 lutego 1776 został wyświęcony na diakona, a 2 marca przyjął święcenia kapłańskie. 16 września tego samego roku został mianowany arcybiskupem tytularnym Neocaesariensis in Ponto. Sakrę biskupią otrzymał 29 września 1776. Był prałatem domowym Jego Świątobliwości Piusa VI. Zmarł w Rzymie w 1798.